# Johnstown (town w stanie Nowy Jork)
Johnstown – miasto w Stanach Zjednoczonych, w stanie Nowy Jork, w hrabstwie Fulton.